# 卡门氏症候群
卡尔曼综合征（英語：Kallmann syndrome）是一种罕见的遺傳性疾病，其特点是患者无法进入青春期或青春期发育不完全。该疾病也伴随嗅觉丧失或嗅觉减退。此种疾病男女皆可发病，但多见于男性。患者若不进行治疗大多会出现不育的情况。
卡尔曼综合征的产生是由于在胚胎發育过程中，促性腺激素释放激素释放神经元无法迁移到正确的位置，导致下丘脑无法在适当的时间释放促性腺激素释放激素。
卡尔曼综合征是性腺机能减退的一种形式。在出现性腺机能减退且伴随嗅觉丧失的人群中约有50％被列为卡尔曼综合征。除去嗅觉丧失的症状，针对卡尔曼综合征和性腺机能减退的诊疗并没有什么区别。
此病由德裔美籍精神科醫師法蘭茲·約瑟夫·卡爾曼（Franz Josef Kallmann）於1944年首次描述，因此以他的姓氏命名。